# Karačev
Karačev (rusky Карачев) je město v Brjanské oblasti v Ruské federaci. Při sčítání lidu v roce 2010 mělo bezmála dvacet tisíc obyvatel.

## Poloha
Karačev leží na východním okraji Středoruské vysočiny na řece Sněžeti, levém přítoku Desny v povodí Dněpru. Od Brjansku, správního střediska celé oblasti, je Karačev vzdálen přibližně 45 kilometrů na východ.

## Dějiny
První zmínka o Karačevu je z roku 1146. Od roku 1246 byl centrum svého vlastního knížectví.
Od roku 1396 patřil Karačev k Litevskému velkoknížectví, pak od roku 1503 k
Moskevskému velkoknížectví.
V období Smuty v 17. století vyplenila město vojska Polsko-litevské unie.
Za druhé světové války dobyla Karačev 6. října 1941 německá armáda a 15. srpna 1943 jej dobyly zpět jednotky Brjanského frontu Rudé armády v rámci operace Orelské operace.
Dne 19. listopadu 2024 byl v blízkosti města zasažen muniční sklad ukrajinskými raketami ATACMS. Jednalo se o první útok americkými dalekonosnými raketami na ruské území.

### Rodáci
- Lev Optinskij (1768–1841), mnich
- Vladimir Alexandrovič Čebotarjov (1921–2010), scenárista a režisér